# جبل ماقل
جبل ماقل أحد المواقع الأثرية الواقعة في محافظة القريات شمال المملكة العربية السعودية. يعود الموقع إلى العصر الحجري النحاسي.

## الوصف
يوجد الموقع على مسافة كيلو متر واحد شمال قرية كاف بمحافظة القريات على السفح الشرقي لجبل ماقل الواقع في وادي ميشار. يتكون
الموقع من مجموعة من الدوائر الحجرية الملحقة أحيانًا بأقسام داخلية وملحقات خارجية ذات تصاميم عشوائية. ونظرًا لكثرة تلك المواقع الحجرية في الموقع فإنه من المبكر نسبتها إلى فترة استيطان واحدة٬ حيث إن بعضها لم يعثر فيه على أدوات حجرية.
عثر في أجزاء من الموقع على أدوات حجرية متنوعة مثل: الأسنة الكبيرة والصغيرة٬ أدوات القطع المشحوذة من الجانبين٬ وأحجار الصوان المصفح الجانب٬ وعدد من المقاشط٬ يعود بعضها إلى فترة العصر الحجري النحاسي٬ حيث وجدت أدوات شبيهة لها في موقع جاوا في الأردن الذي لا يبعد سوى 100 كم شمال جبل ماقل.